# A41 Factory VNS-41
VNS-41 — первый сверхлёгкий самолёт-амфибия, созданный во Вьетнаме. Завод А41 (официально «Авиаремонтное предприятие А-41») Управления ВВС и ПВО (Минобороны) изготовил самолёт на базе российского Че-22 «Корвет» Бориса Чернова и Евгения Юнгерова. Че-22 был приобретен Вьетнамом в конце 1990-х годов у Филиппин.
Технологическую разработку VNS-41 начали в июне 2003 года. 12 сентября 2005 года прототип отправился на финальные испытания перед выпуском на рынок.
Оснащённый двумя двигателями Rotax, VNS-41 длиной 6,97 м и высотой 2,54 м, с размахом крыла 11,65 м. Максимальная взлётная масса 780 кг. Весь его корпус, хвостовое оперение и центроплан выполнены из высококачественных композитных материалов. Он может перевозить двух или трёх человек со скоростью 129—135 км/ч. Имеет топливный бак ёмкостью 88 литров, что позволяет ему летать около четырёх часов и достигать максимальной дальности полёта 300 км при максимальной высоте 3000 м (9800 футов) над уровнем моря. Требуется 50–70 м (160–230 футов) для разбега на суше и 200–300 м (660–980 футов) для разбега на воде.
VNS-41 первоначально планируется использовать в лесном (лесное патрулирование) и сельском хозяйстве, но также будет продаваться для спортивных, туристических и коммерческих полётов.

## Лётно-технические характеристики
Технические характеристики
- Экипаж: один пилот
- Пассажировместимость: два пассажира
- Длина: 6,97 м
- Размах крыла: 11,66 м
- Высота: 2,54 м
- Масса пустого: 525 кг
- Нормальная взлётная масса: 780 кг
- Масса топлива во внутренних баках: 88 л
- Силовая установка: 2 × Rotax 582[англ.]
- Мощность двигателей: 2 × 65 л. с.

Лётные характеристики
- Максимальная скорость: 160 км/ч
- Крейсерская скорость: 135 км/ч
- Практическая дальность: 300 км
- Практический потолок: 3000 м